# San Giuliano (Bologna)
San Giuliano ist ein römisch-katholisches Gotteshaus in der Via Santo Stefano, im Zentrum von Bologna. Die Kirche ist der Sitz der gleichnamigen Pfarre des Vikariats Bologna Centro der Erzdiözese Bologna.

## Geschichte
Die erste Erwähnung der Kirche stammt aus dem Jahr 1173. Ende des 12. Jahrhunderts wurde die Kirche an Vallombrosanermönche übergeben und von diesen bis ins 15. Jahrhundert verwaltet. Da der Zustand des Gebäudes schon sehr schlecht war, wurde es zwischen 1778 und 1781 nach einem Entwurf von Angelo Venturoli umgebaut.
1856 wurde bei einer umfassenden Renovierung der Fußboden ersetzt und das Presbyterium sowie die Seitenaltäre erhielten Marmorstufen.
Das einschiffige Innere enthält unter anderem einen Heiligen Emidio von Ubaldo Gandolfi aus dem Jahr 1781 und eine Madonna mit Kind und Heiligen von Biagio Pupini. An den Pfeilern befinden sich vier Paare mit Evangelisten und Propheten aus Stuck, die von Ubaldo Gandolfi, Carlo Prinetti, Petronio Tadolini und Giacomo Rossi geschaffen wurden.
In der Glockenstube des Glockenturms (mit einer Uhr zur Via Santo Stefano) befindet sich ein kleines, harmonisches Glockengeläut in der Tonart B3-Dur (B3-Do#4-Re#4-Fa#4) des Glockengießers Serafino Golfieri aus dem Jahr 1826, das nach Bologneser Tradition zusammengestellt und gespielt wurde.